# Воронцове
Воронцо́ве —  село в Україні, у Кролевецькій міській громаді Конотопського району Сумської області. Населення становить 79 осіб. До 2020 орган місцевого самоврядування — Гречкинська сільська рада.

## Географія
Село Воронцове знаходиться за 3 км від лівого берега річки Есмань, примикає до села Шлях. Село оточене великим лісовим масивом (сосна). Поруч проходять автомобільна дорога Т 1907 і залізниця, станція Пиротчине за 1,5 км.

## Історія
Село постраждало внаслідок геноциду українського народу, проведеного урядом СССР 1932—1933 та 1946–1947 роках.
12 червня 2020 року, відповідно до розпорядження Кабінету Міністрів України № 723-р «Про визначення адміністративних центрів та затвердження територій територіальних громад Сумської області», село увійшло до складу Кролевецької міської громади.
19 липня 2020 року, в результаті адміністративно-територіальної реформи та ліквідації Кролевецького району, увійшло до складу новоутвореного Конотопського району.

## Символіка
На гербі зображені дві ворони (герб є промовистим). Ялинка означає що села оточене великим лісовим масивом.